# Ismaëlieten

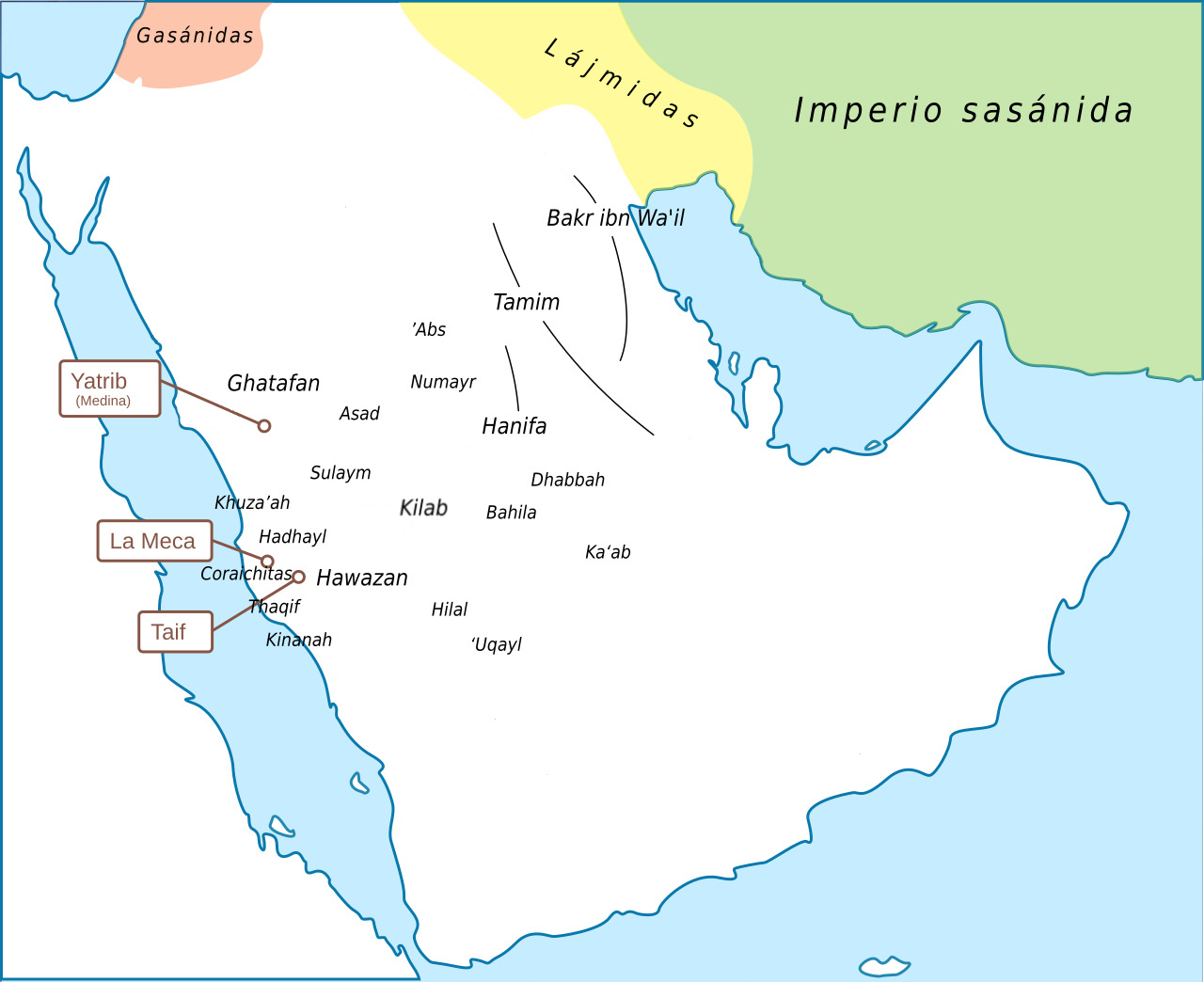
Ismaëlitische stammen in Arabië.

De Ismaëlieten (Arabisch: بَنِي إِسْمَاعِيل, Banī Ismā'īl) zijn de afstammelingen van Ismaël, de oudste zoon van Abraham. Ismaël werd geboren uit Hagar, de tweede vrouw van Abraham.
Isaak, de zoon van Abraham en Sarah, is de vader van de Israëlieten, eveneens een Semitische volk.
De Ismaëlieten moeten niet verward worden met de Ismaïlieten, een sjiitische sekte.